# Muntsysteem van de Vereenigde Oostindische Compagnie

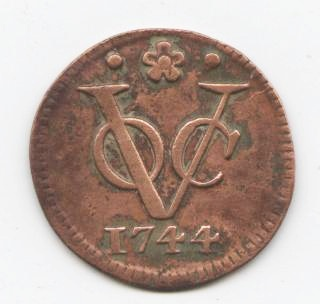
Koperen duit van de Vereenigde Oostindische Compagnie met het monogram van de onderneming en het jaar van uitgifte.

De Vereenigde Oostindische Compagnie (VOC) was een particuliere Nederlandse handelsonderneming die tussen 1602 en 1799 een aanzienlijke hoeveelheid munten uitgaf voor gebruik in de overzeese gebiedsdelen die onder haar gezag vielen.

## Achtergrond
De Vereenigde Oostindische Compagnie werd in 1602 opgericht als een particuliere Nederlandse handelsonderneming met een monopolie op de overzeese handel tussen de Republiek der Zeven Verenigde Nederlanden en het gebied ten oosten van Kaap de Goede Hoop en ten westen van de Straat Magellaan. Met de oprichting van de VOC werd onder meer beoogd de voortdurende machtsstrijd tussen concurrerende handelsondernemingen uit de Republiek te voorkomen. De Staten-Generaal droeg een aantal rechten over aan de VOC die gewoonlijk aan de Staat zijn voorbehouden. Zo kreeg de onderneming het recht een eigen legermacht te bezitten, verdragen te sluiten en een eigen munt uit te geven. Ook kreeg de VOC een volmacht om naar eigen inzicht te handelen in het gebied tussen de Kaap de Goede Hoop en de Straat van Magelaan. De onderneming maakte een snelle groei door en vestigde een groot aantal handelsposten en verschillende steden en kolonies, zoals die in Kaapstad en Batavia.

## Munten
In haar 200-jarige bestaan gaf de VOC een groot aantal munten uit. Deze munten werden niet alleen in Nederland voor de VOC geslagen, maar werden ook plaatselijk in Azië geproduceerd. Beide munttypes circuleerden vaak samen, hoewel in bepaalde gebieden de Europese munten meer in zwang waren dan in andere gebieden. De meeste door de VOC uitgegeven munten droegen het kenmerkende VOC-monogram. De meest voorkomende denominaties waren de gulden, ducaton, stuiver en duit. Soms werden ook fracties van een munt uitgegeven, zoals de "halve duit".
De VOC-munten werden in Nederland halverwege de 17e eeuw uitgegeven en nogmaals vanaf 1744 tot de ontbinding van de VOC. De munten werden geslagen in goud, zilver, brons en soms ook tin. Ze werden geproduceerd door provinciale munthuizen in Nederland, waaronder die van Holland, Utrecht, Zeeland, Gelderland en Overijssel.
De in Azië geproduceerde munten vertonen een grotere variatie en werden uitgegeven in goud, zilver en brons.  Op sommige van deze munten zijn klopinslagen te zien die ofwel door de VOC werden ingestempeld ofwel door plaatselijke particulieren. Vanaf 1747 werden op Ceylon zg. Bazaroeken geslagen, een munt gegoten van 'halfflood en thin' voor gebruik in Cochin en op Ceylon. Buitenlandse munten, waaronder de Japanse koban en de Suratte roepie, werden soms door de VOC voor eigen gebruik "geklopt".